# Lassaba
Lassaba is een geslacht van vlinders in de familie spanners (Geometridae). De wetenschappelijke naam van het geslacht is voor het eerst geldig gepubliceerd in 1888 door Frederic Moore.
De typesoort van het geslacht is Lassaba contaminata Moore, 1888.

## Soorten
- Lassaba acribomena Prout, 1928
- Lassaba albidaria Walker, 1866
- Lassaba contaminata Moore, 1888
- Lassaba hsuhonglini Sato & Fu, 2010
- Lassaba indentata (Warren, 1896)
- Lassaba parvalbidaria (Inoue, 1978)
- Lassaba tayulingensis Sato, 1986
- Lassaba vinacea Prout, 1928